# Фридрих III фон Лойхтенберг
Фридрих III фон Лойхтенберг (на немски: Friedrich III von Leuchtenberg; † 27 март 1329, замък Холнщайн при Берхинг, Бавария) е княжески епископ на Айхщет от 1328 до 1329 г.

## Живот
Той е от фамилията на ландграфовете на Лойхтенберг, син на ландграф Фридрих II фон Лойхтенберг († 1284) и първата му съпруга Елизабет фон Ортенбург († 1275), дъщеря на баварския пфалцграф Рапото II фон Ортенбург († 1231).
Фридрих III е абат в Лангхайм 1304 г., абат в Ебрах (1306 – 1328) и папа Йоан XXII го прави 1328 г. епископ на Айхщет в Горна Бавария.
Погребан е в манастирската църква Валдзасен.